# Travolta et moi
Travolta et moi és un telefilm francès del 1993 de Patricia Mazuy produïda per al canal de televisió Arte a la col·lecció Tous les garçons et les filles de leur âge. Va rebre el Pardo de bronze al Festival Internacional de Cinema de Locarno el 1993 i es va emetre per primera vegada al canal francoalemany el 25 de novembre de 1994.

## Argument
Finals de la dècada de 1970. Christine és una adolescent fascinada per John Travolta. Per una aposta, Nicolas, un noi que estima Friedrich Nietzsche a qui coneix en un autobús, decideix seduir-la. S'han de trobar l'endemà a la pista de gel on s'està celebrant una festa. Christine és immediatament seduïda per Nicolas, però els seus pares li demanen que vigili la fleca familiar, cosa que corre el risc d'impedir-li anar a la reunió.

## Repartiment
- Leslie Azzoulai : Christine
- Julien Gérin : Nicolas
- Hélène Eichers : Karine
- Thomas Klotz : Jérôme
- Igor Tchiniaev : Igor

## Producció

### Gènesi i guió
La col·lecció Tous les garçons et les filles de leur âge, patrocinada pel canal francoalemany Arte, és una sèrie de nou pel·lícules de televisió emeses l'any 1994. Les especificacions de la sèrie demanen a fer una pel·lícula sobre l'adolescència, en un període deixat a l'elecció del director entre els anys 1960 i els 1990 fent servir la música rock d'època, evocant el context polític i incloent a almenys una escena de festa. Cada pel·lícula ha de durar aproximadament una hora i té un pressupost d'aproximadament 5 milions de francs, amb un rodatge (en format super 16) no superior a 25 dies. Mentre es compleixin aquestes limitacions, els directors tenen una gran llibertat per als seus projectes, Patricia Mazuy declarà que tenia carta blanca per a la seva pel·lícula. Va ser contactada per participar en aquesta col·lecció a principis d'any 1991 i va acceptar perquè va trobar que «pot ser divertit». Serà la primera directora de la sèrie a rodar la seva pel·lícula, els altres els ocuparan altres projectes i no podran començar immediatament.
Travolta et moi és la sisena pel·lícula de televisió de la sèrie, després de Paix et Amour de Laurence Ferreira Barbosa que té lloc a mitjans dels anys setanta i abans de L'encruste d’Émilie Deleuze, que té lloc a principis dels anys 1980.
La directora es considera la coautora del guió del qual Yves Thomas és l'autor, encara que la idea de la fleca ve del fet que els pares de Patricia Mazuy eren forners. El punt de partida de la història és que veu la necessitat que tenen els adolescents d'un model a seguir, en particular la seva adoració pel tòpic musical. Així, vol inspirar-se en Febre del dissabte nit que va veure dos o tres anys després de la seva estrena i que recorda com una «explosió colorida», així com una pel·lícula social i tràgica. També va quedar impressionada pel talent d'actuació de John Travolta.

### Repartiment
Leslie Azzoulai és escollida pel director per «la seva força interior» i «|la seva violència gairebé agressiva». Patricia Mazuy la va veure i la va apreciar en Van Gogh de Maurice Pialat on interpretava Adeline Ravoux i on el director la va trobar «genial». L'actor parisenc escollit inicialment per interpretar a Nicolas no és lliure i ha d'abandonar el projecte. Aleshores, va trobar Julien Gérin a Chalons, on va arribar a actuar com a figurant al plató amb una "colla" de la qual se suposava que era el líder. El director se'l va adonar perquè, amagat darrere dels seus cabells «no s'assemblava en res a un cap de colla i no s'assemblava a una persona». Un actor força dolent al principi, molt reflexiu i poc intuïtiu, va anar millorant a mesura que avançava el càsting.
El personatge d'Igor, el ballarí de gel que balla amb Christine, no era rus al guió. Va ser en veure Igor Tchiniaev donant classes de patinatge a noies joves que l'adoraven que Patricia Mazuy va decidir convertir-lo en el seu personatge.

### Decorats
Les principals ubicacions de la pel·lícula són l'autobús, que el director considera com un lloc adolescent on Nicolas i Christine es troben, la fleca, lloc de la potestat dels pares, on Christine espera la visita del príncep encantador i la pista de gel, un metàfora del món massa gran per ser invertit pels adolescents.
Patricia Mazuy volia fer una gira per les províncies. La ciutat de rodatge es va escollir en funció de la possibilitat d'utilitzar una pista de gel com a escenari. Després que el decorador visités un gran nombre d'ells, es van triar tres ciutats: Châlons-sur-Marne, Valenciennes i Dunkerque. Com que calia comptar amb l'ajuda de la ciutat (la pel·lícula era, segons la directora, impossible de fer amb el pressupost previst per la cadena), Valenciennes va ser eliminada (la ciutat sortia del rodatge de Germinal de Claude Berri i no va poder evitar una nova pel·lícula) i Châlons-sur-Marne va ser escollit perquè l'Ajuntament va donar suport molt fort al projecte. La directora, durant la seva visita a la pista de gel, se sent atreta per les passarel·les i els passadissos que veu com a símbols de l'adolescència. El local té una alçada de sostre alta, que s'adapta perfectament a l'escenari. Els volums van ser reestructurats pel decorador Louis Soubrier, que també va crear la barra de refrigeris i la sala de patinatge i va tornar a fer tots els revestiments. Per evitar que la festa es fes a les fosques, es va tornar a pintar la pista de gel perquè «el color compensi la manca de llum».
La fleca es va construir en una antiga galeria comercial abandonada, «sota d'una llosa, com en un avenc».
L'estàtua des de la qual es llança Nicolas va ser creada per l'escenògraf de la pel·lícula, inspirada en el realisme socialista soviètic (l'alcalde de Châlons-sur-Marne era comunista en aquell moment).

### Rodatge

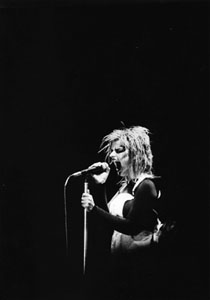
Nina Hagen el 1980, una cançó seva és escollida per donar «una sensació estranya» a la pel·lícula.

La pel·lícula no es va poder rodar en ordre cronològic i les escenes de la pista de gel, que eren molt pesades en figuració, s'havien de fer primer. Aquestes seqüències van requerir un gran treball de preparació perquè la figuració connectés amb les accions dels personatges principals. Començar així va ser difícil per als actors principals, tant per a Leslie Azzoulai el personatge de la qual es troba en un estat «quasi adult» en aquest moment de la pel·lícula mentre que al principi és molt més infantil, com per a Julien Gérin per qui les escenes d'amor eren molt difícils de rodar. Dos dies de rodatge a la pista de gel es podrien posar al pla de treball per les escenes que no necessitaven massa extra i les seqüències de bar.
La pel·lícula es va rodar molt ràpidament, de vegades improvisant, sobretot per a determinades coreografies.
L'escena on Christine balla sobre el gel amb Igor amb una cançó de Joe Dassin es va assajar durant tres setmanes per aconseguir un número perfecte, que després es va reelaborar per fer que la jove semblés més maldestra.

### Música
La seqüència de la festa conté 25 minuts de música "sense parar". No hi ha seqüències fora de la pista de gel que puguin ajudar a reduir el nivell de soroll. La banda sonora musical va ser escollida per correspondre a un boum, amb peces conegudes, moments tranquils i d'altres més intensos. Les peces musicals corresponen a l'estat d'ànim dels personatges en el moment en què escolten la cançó: una peça de Nina Hagen per exemple trenca l'aspecte realista i dona una sensació estranya, i The Clash al final de la pel·lícula evoquen una «història d'amor insurreccional.».

## Recepció crítica

### Durant el festival de Locarno i la primera emissió televisiva
La crítica a Télérama durant la primera emissió de la telefilm no podria ser més negativa. Tenint en compte que la pel·lícula pateix una «insuportable estètica de la lletjor», que les «crisis existencials» que viuen els personatges no toquen l'espectador i que «es fan el ximple amb actes tan extrems com gratuïts», el crític no suporta la foscor de la pel·lícula, on no es veu Wni una rialla, ni un somriure, ni un sol moment d'alegria.» No obstant això, salva la interpretació d'Hélène Eichers el personatge de la qual «insufla una mica de vida» a la història.
A les altres guies de programes, els judicis són variats. Si Télé 7 jours dona a la pel·lícula una qualificació de 7 (la seva màxima puntuació possible 777) sense afegir cap comentari, Télé poche com Télé Star donen a al telefilm la valoració més alta possible (tres estrelles per a la primera, TT per a la segona). Per a Télé pocket és un dels millors episodis de la col·lecció Tous les garçons et les filles de leur âge mentre que Télé Star lloa tant la qualitat de l'obra com la interpretació de Leslie Azzoulai.
A Cahiers du cinéma es mostren entusiastes, tant per tota la col·lecció com per aquesta pel·lícula concreta a la qual dediquen diverses pàgines. Van anunciar a la portada del seu número de novembre de 1994 «Patricia Mazuy, Claire Denis, Chantal Akerman a l’assalt de la televisió». A la introducció del dossier que la ressenya dedica a Tous les garçons et les filles de leur âge,la qualifica com a «[una] experiència única a la televisió francesa», la pel·lícula de Patricia Mazuy forma partr segons la revista d'aquestes «a descobrir com a prioritària». És la pel·lícula que més destaca en aquest número: la revista hi dedica diverses pàgines, amb una llarga entrevista a la directora, un article sobre l'obra del seu decorador, Louis Soubrier i una ressenya de dues pàgines senceres.
Al crític de la revista entusiasma l'actuació de Leslie Azzoulai, anomenant-la «[la] actriu adolescent més impressionant de tots els temps». Des d’octubre de 1993 i la seva aparició al festival de Locarno, la revista va destacar el «punch» de la jove actriu i la manera impressionant en que la directora ha de seguir el seu personatge amb una proximitat extrema. Ella observa que «Travolta et moi és una pel·lícula física, de contrastos, de llocs i metàfores, de crits i llàgrimes, de música finalment, el retrat d'un adolescent rebel, d'una resistent».

### Des de la primera redifusió
En els anys posteriors a la seva primera emissió televisiva, els judicis publicats sobre aquesta pel·lícula televisiva seran molt positius. El 1997, el diari Libération va escriure que aquesta pel·lícula «molt estranya», amb les seves «atraccions inquietants», va ser el millor moment de la reemissió «indispensable» d'aquesta sèrie. Olivier Père, durant l'estrena de Sport de filles de Patricia Mazuy, recorda al seu blog que Travolta et moi «va ser una mena d'obra mestra convulsa sobre l'estat d'adolescència i revolta, una de les millors pel·lícules franceses dels anys 90. El 2000, el crític Jean-Michel Frodon, de Le Monde, considera que el telefilm considera «hauria merescut ser estrenada als cinemes» com Les Roseaux sauvages o L'Eau froide també de Tous les garçons et les filles de leur âge. Jutja la pel·lícula "amb una precisió ferotge i atenta" i subratlla les qualitats de director d'actors mostrades per Patricia Mazuy.
Cal destacar que l'impacte de la pel·lícula és tal que l'any 2000, durant una reunió sobre la presentació a Canes de la seva pel·lícula Saint-Cyr, a Libération  que torna a evocar la «sensacional Travolta et moi», Patricia Mazuy respon «Heu de deixar de molestar-me amb aquesta pel·lícula».

## Anàlisi

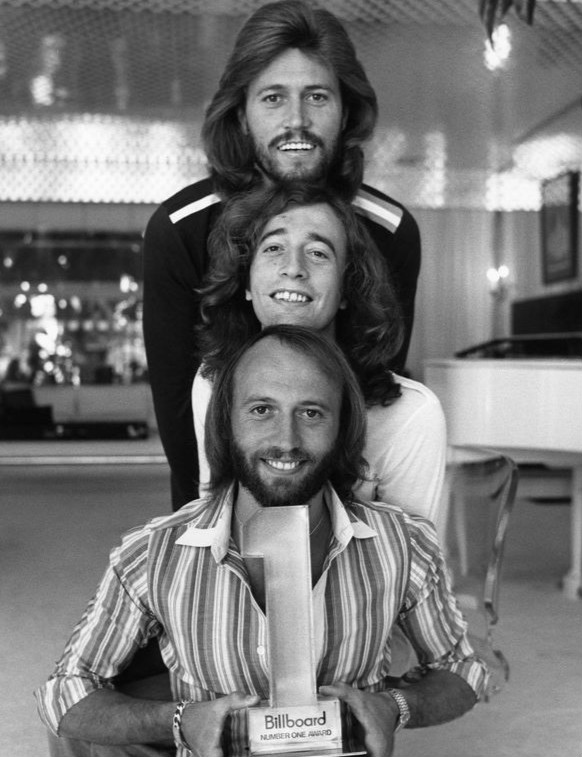
Els Bee Gees el 1977, la seva música suau representa el món familiar de Christine

Patricia Mazuy diu que va triar filmar en primers plans principalment, però sempre en moviment per mantenir un aspecte de comèdia musical. Així les seqüències a la fleca, força repetitives (clients que passaven, etc.) només es podien aconseguir, per a ella, considerant els pans o brioixeries com a «petites ballarines». Diu que es va inspirar en pel·lícules de Kung-fu per filmar-les, ja que en Kung-fu també es repeteix la mateixa acció (els personatges entren al fotograma, es barallen...)
Considera que aquesta pel·lícula descriu espais que empresonen els personatges perquè s'acabin alliberant.
L'escena de la festa, en opinió del director, és tan poc realista com «d'Esther Williams», sobretot quan els extres se separen en cercle. Igor representa per a ella «l'adult, el fantasma». Per a Libération, la música mostra l'evolució del personatge de Christine: el seu amor per Nicolas la treu del seu univers familiar on escolta les cançons dolces dels Bee Gees per acabar la pel·lícula amb la cançó White Riot de The Clash que anuncia l'inici d'un nou món.

## Premis
- Festival Internacional de Cinema de Locarno 1993 : Pardo de bronze[18]
- Festival de Cinema de Belfort Entrevues 1993 : Grand Prix.[19]